# Монте Сан Савино
Монте Сан Савино (итал. Monte San Savino) је насеље у Италији у округу Арецо, региону Тоскана.
Према процени из 2011. у насељу је живело 3347 становника. Насеље се налази на надморској висини од 305 м.

## Становништво
Према резултатима пописа становништва 2011. у општини је живело 8.743 становника.
| 1931. | 1936. | 1951. | 1961. | 1971. | 1981. | 1991. | 2001. | 2011. |
| ----- | ----- | ----- | ----- | ----- | ----- | ----- | ----- | ----- |
| 9.154 | 9.537 | 9.489 | 7.950 | 7.464 | 7.618 | 7.847 | 8.128 | 8.743 |